# Colonne des Goths
La colonne des Goths  (Gotlar Sütunu en turc) est une colonne commémorative érigée à Constantinople au nord du Palais de Topkapi dans le parc Gülhane. Elle tire son nom actuel d'une inscription latine (Fortunae reduci ob devictos Gothos) sur son socle.

## Description
Il s'agit d'une colonne monolithique de marbre proconnésien, haute de 18,5 m, dont le socle porte l'inscription latine : FORTUNAE REDUCI OB DEVICTOS GOTHOS, c'est-à-dire « Au retour de la Fortune à cause des Goths vaincus ». En 1991, l'archéologue Urs Peschlow a fait remarquer qu'il existait une inscription plus ancienne, illisible, sous celle-ci. Elle est surmontée d'un chapiteau corinthien.

## Historique
Elle est généralement attribuée à Claude le Gothique et commémorerait la victoire de ce dernier sur les Goths. On ne peut exclure qu'elle célèbre une victoire de Constantin Ier sur les Goths. Le chroniqueur byzantin du VIe siècle, Jean le Lydien rapporte qu'elle était jadis surmontée d'une statue de Tyché, équivalent grec de la déesse romaine Fortuna. Selon un écrivain grec du XIVe siècle, Nicéphore Grégoras, la colonne était surmontée d'une statue de Byzas, le fondateur de Byzance.

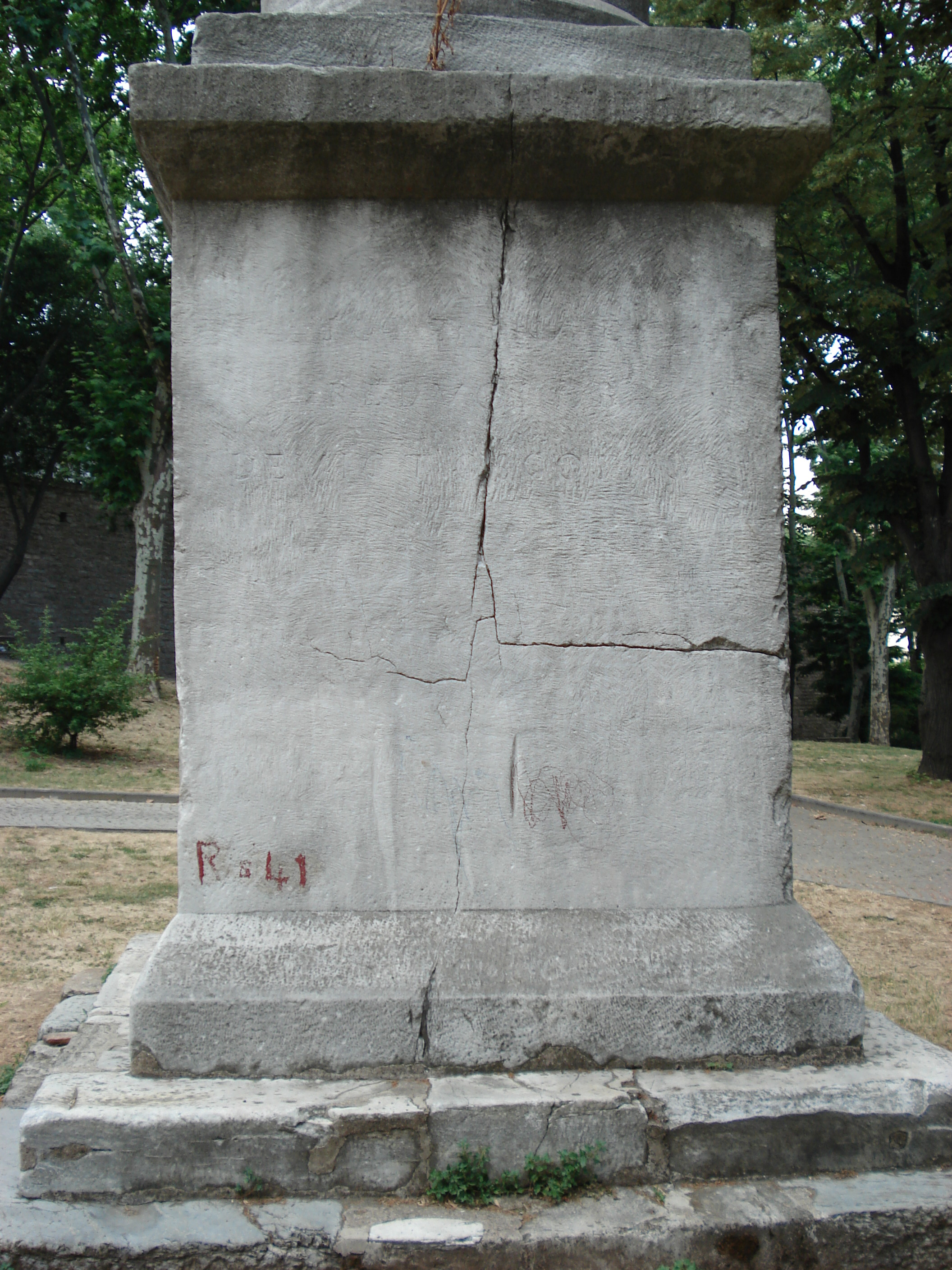
L'inscription sur le socle de la colonne est désormais pratiquement illisible.